# Sousa, Paraíba
Sousa este un oraș în Paraíba (PB), Brazilia.